# Цуканова, Мария Никитична
Мария Никитична Цука́нова (14 сентября 1923 — 15 августа 1945) — красноармеец, санинструктор 355-го отдельного батальона морской пехоты Тихоокеанского флота, Герой Советского Союза.

## Биография

### Ранние годы

Родилась 14 сентября 1923 года в посёлке Смоленском, в семье сельского учителя. Русская. Отца своего она не знала — он умер за несколько месяцев до рождения дочери. Воспитанием девочки занимались мать и отчим Николай Васильевич.
Детство и юность прошли в Красноярском крае, окончила Таштыпскую начальную школу и неполную среднюю школу в посёлке Орджоникидзевский Саралинского района Хакасской автономной области Красноярского края, работала телефонисткой.

### Военные годы
С декабря 1941 года работала санитаркой в госпитале, эвакуированном из Ростова. Её отчим и брат ушли на фронт, брат вскоре погиб. После переезда семьи в Иркутск, с февраля по июнь 1942 года работала на Иркутском авиационном заводе в цехе № 33 учеником обрубщика, приёмщиком и контролёром 4-го разряда. Без отрыва от производства прошла курсы санинструкторов и в составе одного из отрядов «флотских двадцатипятитысячниц» (указ ГКО СССР от мая 1942 года о призыве в ВМФ 25000 девушек-добровольцев) 13 июня 1942 года была призвана в ВМФ и направлена для прохождения службы на Дальний Восток.
Служила телефонисткой и дальномерщицей в 51-м артиллерийском дивизионе Шкотовского сектора береговой обороны. В 1944 году после окончания школы младших медицинских специалистов Мария была назначена санитаркой 3-й роты 355-го отдельного батальона морской пехоты Тихоокеанского флота.

### Смерть
Во время Советско-японской войны 14 августа 1945 года Мария Цуканова в составе 355-го батальона морской пехоты участвовала в высадке десанта в корейский порт Сэйсин (ныне Чхонджин). Во время боя оказывала медицинскую помощь раненым, вынесла с поля боя 52 раненых десантника. Была дважды ранена, но отказалась покидать поле боя.
После того как вечером 15 августа её роте пришлось отступить, Мария Цуканова осталась вместе с группой бойцов прикрывать отход. Будучи раненой, автоматным огнём уничтожила более 90 японцев. В бессознательном состоянии попала в плен, и её пытали японцы, добиваясь сведений о составе десанта (изрезали ножами и выкололи глаза). После этого японский офицер отрубил Марии сначала руки, а потом голову. Похоронена в братской могиле советских воинов в городе Чхонджин.

## Награды
- Указом Президиума Верховного Совета СССР от 14 сентября 1945 года «за образцовое выполнение заданий командования на фронте борьбы с японскими империалистами и проявленные при этом отвагу и геройство» красноармейцу Цукановой Марии Никитичне было присвоено звание Героя Советского Союза (посмертно, из всех женщин-Героев Советского Союза она была единственной, получившей это высокое звание в ходе советско-японской войны)
- Орден Ленина

## Память
- Навечно зачислена в списки войсковой части[9]
- Указом Президиума Верховного Совета РСФСР от 26 декабря 1972 года село Нижняя Янчихе Хасанского района Приморского края переименовано в село Цуканово, а также постановлением Совета Министров РСФСР № 753 от 29 декабря 1972 года река Янчихе, того же района, переименована в реку Цукановка
- Именем Цукановой названы сопка в городе Чхонджин[10], улицы в городах Омске, Иркутске, Барнауле, Красноярске, Абакане, Фокино, селе Абатском, селе Таштып Республики Хакасия, бухта в Японском море, судно Министерства рыбного хозяйства, средняя школа в посёлке Орджоникидзевский Хакасской АО и средняя школа № 34 города Иркутск[11]
- Цукановой установлены памятники в Приморском крае: во Владивостоке[12] на территории военно-морского госпиталя ТОФ (автор: О. И. Сушкова, архитектор: В. А. Авшаров) и в ЗАТО Фокино[13] (автор: Л. А. Бартенев)
- Памятный бюст Цукановой установлен в поселке Крутинка, Крутинского района, Омской области.
- Мемориальные доски памяти Цукановой установлены в Иркутске[14], в Фокино[15] и во Владивостоке[16]

## Образ в искусстве
- Маша Цуканова — главная героиня фильма «Утомлённое солнце» (другое название — «С весны до лета»; совместный: СССР и Северная Корея, 1988), в котором её действия по участию в Советско-японской войне иные, нежели в реальности. Роль Маши в фильме исполнила советская актриса Елена Дробышева.